# 勞迪絲 (米特里達梯五世之妻)
勞迪絲（?—前113年），是塞琉古帝國公主，後來嫁到本都王國，成為米特里達梯五世的王后。

## 早年
勞迪絲是塞琉古國王安條克四世和王后勞迪絲四世的女兒，她父母都是安條克三世的孩子。勞迪絲的母親勞迪絲四世之前還有一次婚姻，因此她有幾位同母異父的兄弟姊妹，但她也有同父同母的兄弟安條克五世。勞迪絲生長於塞琉古帝國，在前152年，宣稱是她兄弟的亞歷山大·巴拉斯叛變，勞迪絲支持他對抗同母異父的國王德米特里一世。
前152年以後，勞迪絲嫁給有親戚關係本都國王米特里達梯五世，米特里達梯五世的母親妮薩同樣出自塞琉古王室。關於她與她丈夫之間的情形不清楚，也不清楚她在本都國內的政治地位，勞迪絲與米特里達梯五世生下七個孩子，分別為勞迪絲、米特里達梯六世、米特里達梯·刻瑞斯督斯、勞迪絲、妮薩、羅克珊娜、斯妲特拉。

## 本都攝政
米特里達梯五世於前120年左右在錫諾普一場宴會中被不知何人給毒殺，在遺屬中他把王國給予年幼的孩子米特里達梯六世、米特里達梯·刻瑞斯督斯共治，勞迪絲便擔任其子的攝政。
在她攝政時她比較偏袒她的次子，她攝政時間從前120年 - 前116年，或可能到前113年為止。在這段時間勞迪絲有意危害米特里達梯六世，迫使米特里達梯六世躲藏起來。勞迪絲喜好奢侈品，揮霍的生活因此導致王國負債累累。前116年到前113年之間，米特里達梯六世從藏匿處再度現身，並且攫取王位。他成功把勞迪絲和他弟弟從權位上拉下，成為本都唯一的國王。米特里達梯六世沒有殘忍到要把母親和弟弟殺掉，而是把她們監禁起來。最後勞迪絲在獄中年老過世，而米特里達梯·刻瑞斯督斯可能也是自然死亡，或是因企圖叛變而被處死。在她們死後，米特里達梯六世皆為她們舉辦皇家葬禮。

## 腳註
1. ↑  .   [2011-01-31]. （原始内容存档于2016-11-08）.
2. ↑  Walbank, Cambridge ancient history: The hellenistic world, Volume 7  p.491
3. ↑  Mayor, The Poison King: the life and legend of Mithradates, Rome’s deadliest enemy p.68
4. ↑  Mayor, The Poison King: the life and legend of Mithradates, Rome’s deadliest enemy p.69
5. ↑  Mayor, The Poison King: the life and legend of Mithradates, Rome’s deadliest enemy p.394
6. ↑  Mayor, The Poison King: the life and legend of Mithradates, Rome’s deadliest enemy p.100

## 來源
- Walbank, W. The Cambridge ancient history: The hellenistic world, Volume 7 F. Cambridge University Press, 1984
- Mayor, A. The Poison King: the life and legend of Mithradates, Rome’s deadliest enemy, Princeton University Press, 2009
- www.livius.org （页面存档备份，存于）
- the death and burial of Mithradates Vi